# Быбочкин, Алексей Миронович
Алексей Миронович Быбочкин — советский хозяйственный, государственный и политический деятель, доктор геолого-минералогических наук.

## Биография
Родился в 1916 году в Москве. Член КПСС.
Образование высшее (окончил Институт нефти и химии им. Азизбекова)
С 1933 года — на хозяйственной, общественной и политической работе.
До 1951 гг. —  помощник машиниста в Савеловском железнодорожном депо, коллектор, лаборант, минералог, прораб-геолог в ВИМС, старший геолог, главный геолог на комбинате  «Дашкесанкобальт» и комбинате Печенганикель.
- В 1951—1956 гг. — заместитель начальника, начальник отдела Главгеологии Минцветмета СССР.[1]
- В 1956—1959 гг. — главный инженер по поискам и разведке месторождений цветных и редких металлов Министерства металлургической промышленности КНР.[1]
- В 1959—1961 гг. — главный инженер Геологоразведочного треста № 1.[1]
- В 1961—171 гг. — начальник Управления внешних сношений Министерства геологии СССР.[1]
- В 1971—1993 гг. — Председатель Государственной комиссии по запасам полезных ископаемых при Совете Министров СССР.[1]

C 1993 гг. — в Госгортехнадзоре России и НТЦ «Промышленная безопасность»
Умер в Москве в 2000 году.